# IC 4360
IC 4360 је спирална галаксија у сазвјежђу Дјевица која се налази на листи објеката дубоког неба у Индекс каталогу.
Деклинација објекта је - 11° 25' 28" а ректасцензија 14h 4m 21,3s. Привидна величина (магнитуда) објекта IC 4360 износи 15,2 а фотографска магнитуда 16,0.